# 피라노스
피라노스(영어: pyranose)는 다섯 개의 탄소 원자와 한 개의 산소 원자로 구성된 6원자 고리 화학 구조를 가진 탄수화물을 총칭한다. 고리 외부에 다른 탄소가 있을 수 있다. 산소가 있는 헤테로고리 화합물인 피란과 닮아서 피라노스라고 하는데, 피라노스 고리에는 이중 결합이 없다. 아노머 탄소의 하이드록시기가 다른 당으로 치환된 피라노스를 피라노시드라고 한다.
| 테트라하이드로피란 |                                                |                                                |
| 명칭               | 테트라하이드로피란                             | α-D-글루코피라노스                             |
| 구조식             | Tetrahydropyran                                | α-Glucopyranose                                |
|                    | 파란색으로 강조 표시된 테트라하이드로피란 고리 | 파란색으로 강조 표시된 테트라하이드로피란 고리 |

## 형성
피라노스 고리는 당의 5번 탄소의 하이드록시기와 1번 탄소의 알데하이드가 반응하여 형성된다. 이것은 분자 내에 헤미아세탈을 형성한다. 4번 탄소의 하이드록시기와 알데하이드가 반응하면 푸라노스가 대신 형성된다. 피라노스 형태는 푸라노스 형태보다 열역학적으로 더 안정하며, 수용액에서 이 두 가지 고리 형태의 분포를 통해 이를 확인할 수 있다.
|  |

## 역사

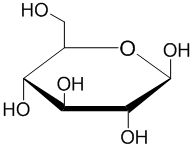
β-D-글루코피라노스의 하워드 투영식

헤르만 에밀 피셔는 D-알도헥소스의 구조 결정에 대한 연구로 노벨 화학상(1902)을 수상하였다. 그러나, 피셔가 제안한 선형 구조는 육탄당의 수용액에서 매우 작은 비율을 차지한다. 월터 하워드 연구실의 에드먼드 허스트와 클리포드 퍼브스는 수용액에서 육탄당이 6원자 고리 구조인 피라노스를 우선적으로 형성한다는 것을 결정적으로 밝혀냈다. 하워드는 고리 평면의 위, 아래의 작용기를 하워드 투영식을 사용하여 고리를 평면 육각형으로 나타냈다.
스폰슬러와 도어(1926)는 6원자 고리에 대한 삭스의 수학적 방법을 셀룰로스의 X선 구조에 적용할 수 있음을 깨닫고, 피라노스 고리 구조에 대한 추가적인 개선을 하였다. 주름진 피라노스 고리의 모든 탄소 원자가 기하학적으로 이상적인 사면체 구조에 가깝게 배열된 것으로 밝혀졌다.

## 입체구조
피라노스 고리의 주름으로 인해 총 38종류의 서로 다른 피라노스 입체구조가 만들어진다.(2종류의 의자형, 6종류의 배형, 6종류의 비뚤어진 배형, 12종류의 반쪽의자형, 12종류의 봉투형)
|  |

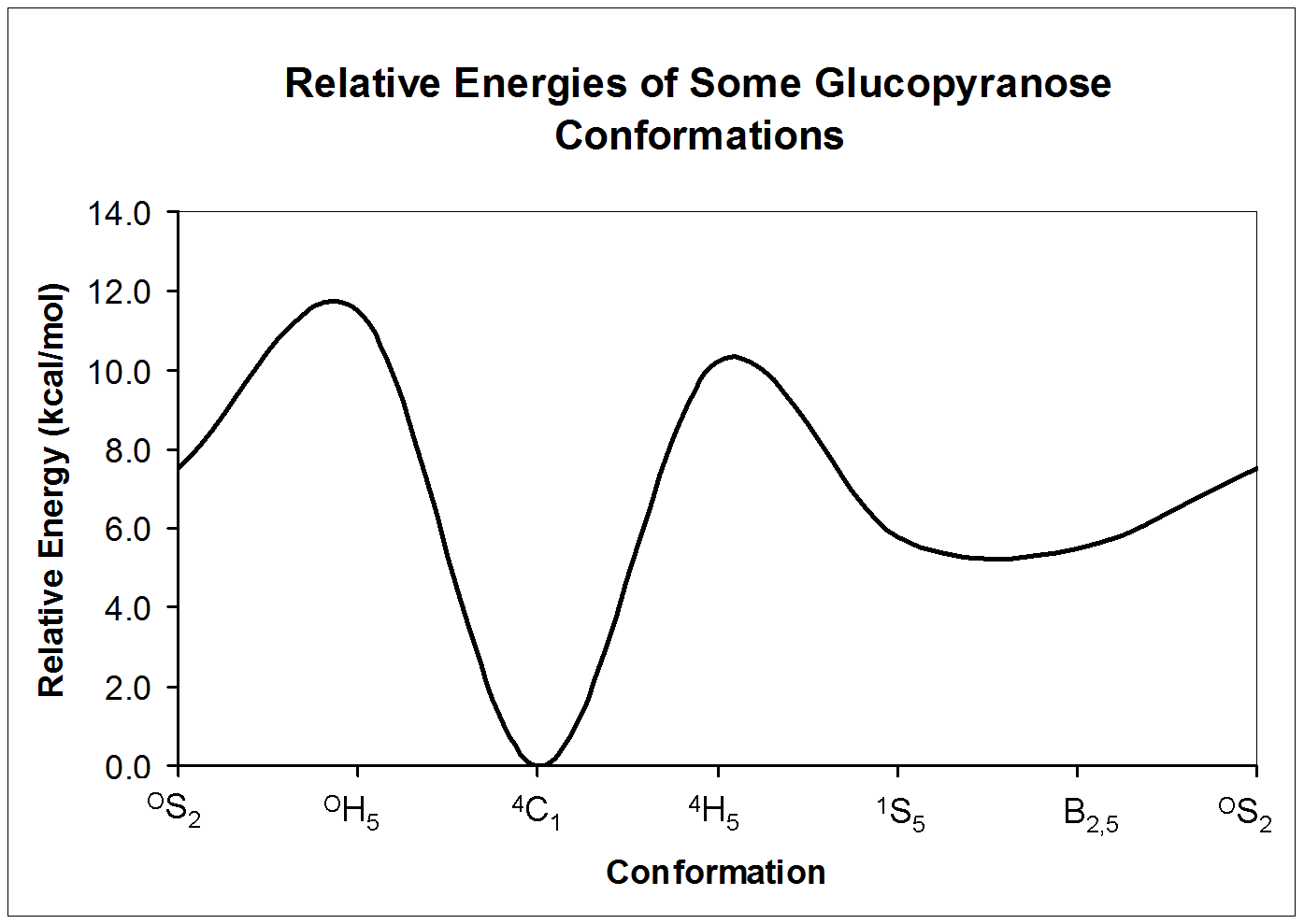
β-D-글루코피라노스 입체구조에 따른 상대적 에너지

이들 입체구조는 서로 상호전환 할 수 있다. 그러나 각각의 입체구조는 매우 다른 상대적 에너지를 가질 수 있으므로, 상호전환에 대한 상당한 에너지 장벽이 존재할 수 있다. 이러한 입체구조의 에너지는 양자역학으로 계산할 수 있다. 글루코피라노스에서 가능한 상호전환의 예가 제시되었다.
피라노스 고리의 입체구조는 사이클로헥세인의 입체구조와 표면적으로 유사하다. 피라노스의 특정 명명법은 고리 안의 산소에 대한 언급을 포함한다. 고리 상의 하이드록시기는 입체구조적 선호도에 별개의 영향을 미치고, 피라노스 고리에 대해 특이적인 입체구조적, 입체화학적 효과를 가진다.

### 명명법

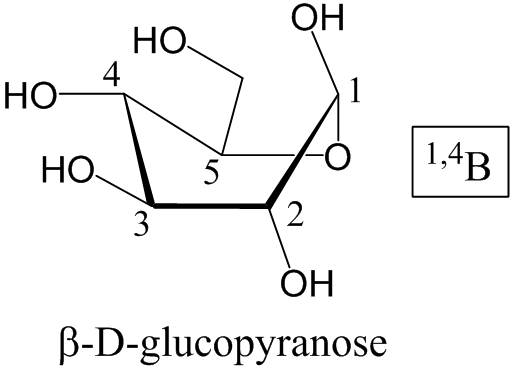
명명법의 예: β-D-글루코피라노스

피라노스의 입체구조를 명명하기 위해, 먼저 형태이성질체를 결정한다. 일반적인 형태이성질체는 사이클로헥세인에서 발견되는 것과 유사하며, 이들은 명칭의 기초를 제공한다. 일반적인 입체구조는 의자형(C), 배형(B), 비뚤어진 배형(S), 반쪽의자형(H), 봉투형(E)이다. 그 다음 고리의 원자에 번호를 매기는데, 아노머 또는 헤미아세탈 탄소가 항상 1번이다. 구조 내의 산소 원자는 일반적으로 비고리 형태로 부착된 탄소 원자에 의해 언급되며 O로 표시된다. 나머지 사항들은 다음을 참조한다.
- 윗면을 봤을 때 시계 방향으로 고리 원자의 번호가 매겨지도록 고리를 배치한다.
- 의자형 및 비뚤어진 배형에서 기준면을 정해야 한다. 의자형에서 가장 낮은 번호의 원자(일반적으로 1번 탄소)가 평면 바깥에 위치하도록 기준면이 정해진다. 비뚤어진 배형에서 평면은 세 개의 평면에 인접한 원자와 가능한 가장 낮은 번호를 가진 평면 바깥의 원자하나를 포함한다.[6]
- 평면 위의 원자는 형태이성질체 부호 앞에 윗 첨자로 표기한다.
- 평면 아래의 원자는 형태이성질체 부호 다음에 아래 첨자로 표기한다.[7]

## 핵자기공명 분광학
위의 그림에서 상대적인 구조 에너지가 나타내는 것처럼 의자형은 가장 안정한 탄수화물 형태다. 비교적 안정된 의자형은 피라노스 고리의 수소 원자가 서로에 대해 상대적으로 일정한 각도로 유지된다는 것을 의미한다. 탄수화물에 대한 핵자기공명은 이면각을 이용하여 고리 주위의 하이드록시기의 입체배치를 결정한다.

## 같이 보기
- 푸라노스
- 변광회전
- 단당류